# Bindfelde
Bindfelde is een voormalige gemeente in de Duitse deelstaat Saksen-Anhalt, en maakt deel uit van de Landkreis Stendal.
Bindfelde ligt ongeveer 3 kilometer ten zuidoosten van Stendal. De landbouw is er het voornaamste middel van bestaan.
Het dorpje heeft een halteplaats van de stoptreinen op de spoorlijn Stendal-Tangermünde.
Bindfelde ligt aan de Bundesstraße 189 (Maagdenburg - Wittenberge).

## Geschiedenis
Op 15 april 1999 is de toenmalige zelfstandige gemeente geannexeerd door de stad Stendal.

## Afbeeldingen

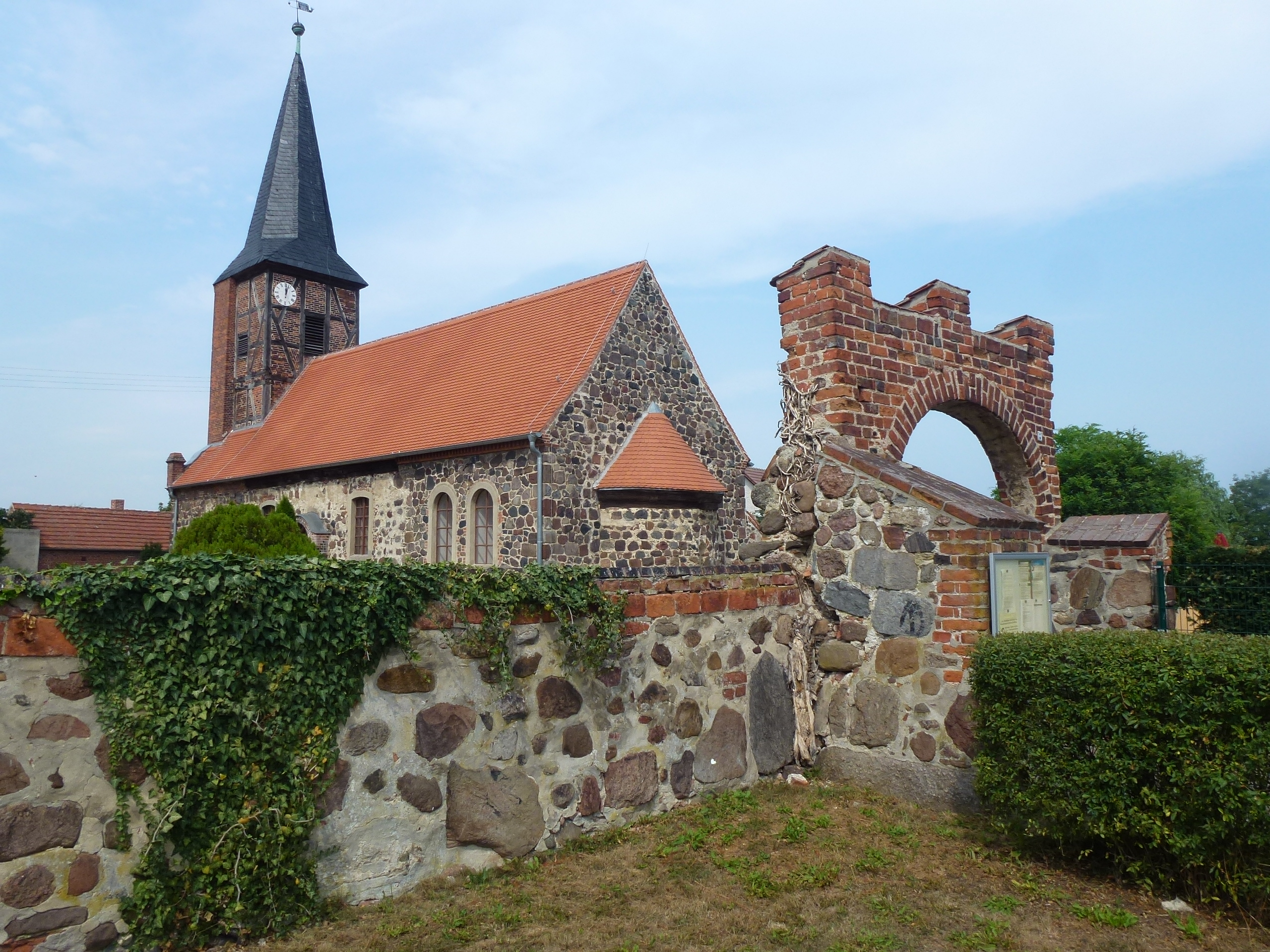
Kerk en kerkhofmuur te Bindfelde
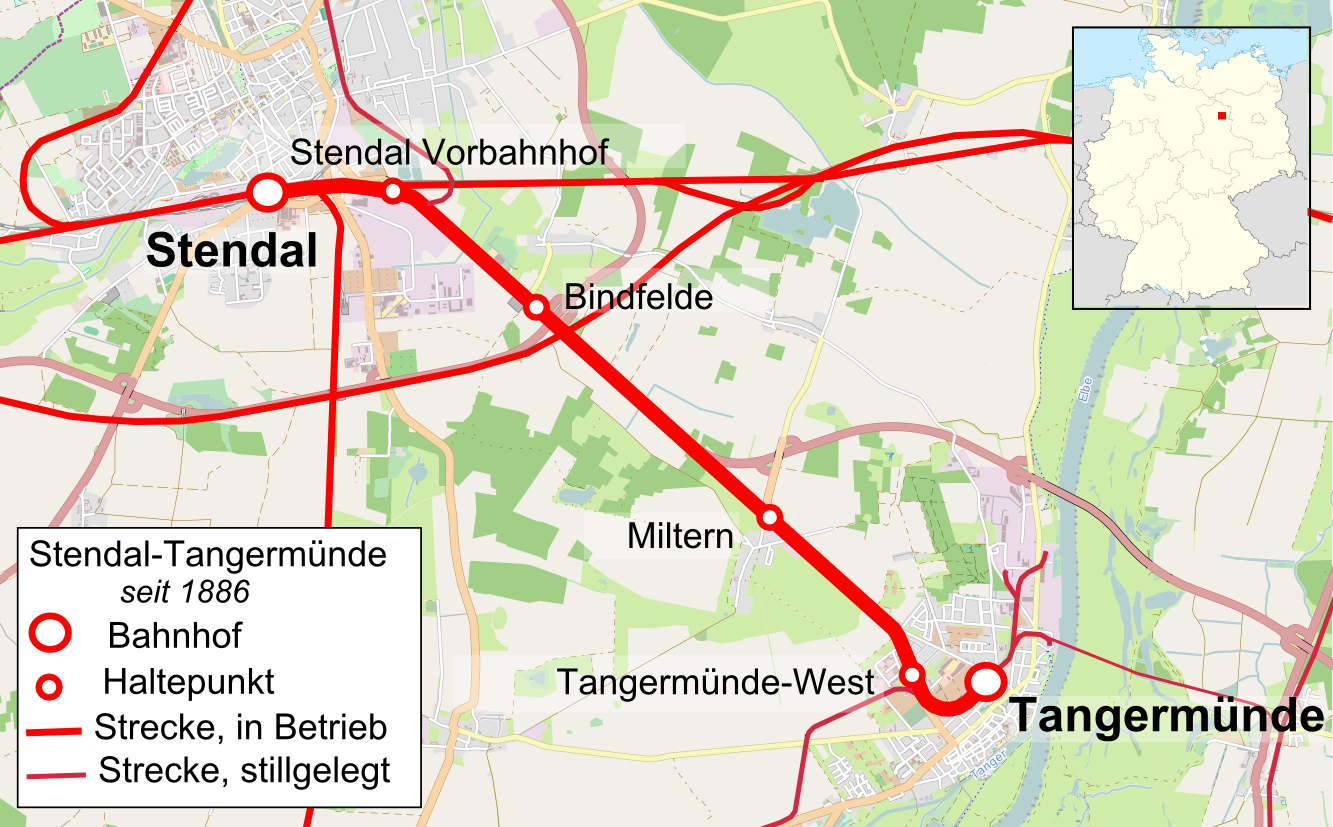
Kaart spoorlijn Stendal-Tangermünde

De evangelisch-lutherse dorpskerk werd in de 13e eeuw gebouwd. De toren dateert van 1739.